# ستيف بارون
ستيف بارون (بالإنجليزية: Steve Barron) (و. 1956  م) هو مخرج أفلام، ومنتج أفلام، وكاتب سيناريو أيرلندي، ولد في دبلن.

## التعليم
تعلم في St Marylebone Grammar School ‏.

## وصلات خارجية
- ستيف بارون على موقع IMDb (الإنجليزية)
- ستيف بارون على موقع روتن توميتوز (الإنجليزية)
- ستيف بارون على موقع ألو سيني (الفرنسية)
- ستيف بارون على موقع ميوزك برينز (الإنجليزية)
- ستيف بارون على موقع أول موفي (الإنجليزية)
- ستيف بارون على موقع قاعدة بيانات الأفلام السويدية (السويدية)
- ستيف بارون على موقع ديسكوغز (الإنجليزية)
- ستيف بارون على موقع قاعدة بيانات الفيلم (الإنجليزية)
- ستيف بارون على موقع كينوبويسك (الروسية)